# Golden Films
Golden Films – amerykańskie studio produkcyjne założone przez Diane Eskenazi. Studio wyprodukowało szereg filmów animowanych, które zostały wydane m.in. w serii Czarodziejskie Opowieści (ang. Enchanted Tales).
Dystrybucją w Polsce filmów na VHS i DVD zajęło się Best Film i Cass Film.

## Spis

### Seria I
- Wizard of Oz
- Jack and the Beanstalk
- Jungle Book
- Sleeping Beauty
- Snow White
- Cinderella

Źródło:

### Seria II
- Aladdin
- Thumbelina
- The Little Mermaid
- Sinbad
- Pinocchio
- Beauty and the Beast
- The Three Musketeers

Źródło:

### Seria III
- Wielkanocna przygoda (The Great Easter Egg Hunt)
- The Red Shoes
- Toyland
- Atlantis
- Little Angels
- The Emperor’s Treasure

Źródło:

### Czarodziejskie Opowieści
- Król dżungli (The Jungle King)
- Nowe przygody Królika Psotnika (The New Adventures of Reggie Rabbit)
- Królewna Śnieżka (Snow White)
- Świąteczne elfy (The Christmas Elves)
- Wigilijna noc (The Night Before Christmas)
- Camelot (Camelot)
- Tarzan - władca małp (Tarzan of the Apes)
- Tomcio Paluch spotyka Calineczkę (Tom Thumb Meets Thumbelina)
- Anastazja (Anastasia)
- Egipska opowieść (A Tale of Egypt)
- Pocahontas (Pocahontas)
- Legenda o Su-Ling (The Legend of Su-Ling)
- Podróże Guliwera (Gulliver's Travels)
- Zamek księżniczki (Princess Castle)
- Arka Noego (Noah's Ark)
- Wyspa skarbów (Treasure Island)
- Książę i żebrak (Prince and the Pauper)
- Piękna i Bestia (Beauty and the Beast)
- Dzwonnik z Notre Dame (The Hunchback of Notre Dame)
- Herkules (Hercules)

Źródło:

### Produkcje z 2022
- One World

Źródło:

## Nagrody
- Dove Foundation Awards
- Parents' Choice Honors
- Telly Awards
- Kids First! Winners Best Awards
- Winner, International Family Film Festival
- Winner, Golden Gate FilmFestival
- Film Advisory Board Awards of Excellence
- Barcelona Film Festival
- ITA Gold and Platinum Award Winners
- Santa Clarita International Film Festival

Źródło: